# Anomiopus palmispinus
Anomiopus palmispinus är en skalbaggsart som beskrevs av Canhedo 2006. Anomiopus palmispinus ingår i släktet Anomiopus och familjen bladhorningar. Inga underarter finns listade i Catalogue of Life.